# Marco Benassi
Marco Benassi (Modena, 8 de setembro de 1994) é um futebolista profissional italiano que atua como meio-campo.

## Carreira
Marco Benassi começou a carreira no Internazionale.